# 이재훈 (록 음악가)
이재훈(李在勳, 1963년 3월 29일 ~ )은 대한민국의 산부인과 전문의 겸 시인이자 록 음악가 겸 작사가이다.

## 이력
호암 이병철 前 삼성그룹 명예회장의 조카손자이기도 한 그는 중앙대학교 의과대학 시절이던 1985년에 시인으로 시단에 첫 등단하였고 1988년 중앙대학교 의과대학 의학사 학위 이후 1993년 6월 공군 군의관 군의무장교 공중보건의 중위 예편하였으며 산부인과 전공의 겸 시인 활약하다가 1996년 산부인과 전문의가 되었고 2003년에는 록 음악 밴드 "오픈 헤드(Open Head)"의 드러머 활약하기도 한 그는 현재 서울 마포 이재훈 산부인과 원장 직위에 있다.
신장은 180cm이고 체중은 83kg인 그는 독서와 골프에 취미가 있으며 운동과 영어 회화에 특기가 있다.

## 학력
- 1988년 중앙대학교 의과대학 의학사 (산부인과 전공)

## 작품

### 시집
- 1997년 《그린 티와 애플 주스》